# Traszka hongkońska
Traszka hongkońska, traszka z Hongkongu (Paramesotriton hongkongensis) – gatunek płaza ogoniastego z rodziny salamandrowatych (Salamandridae). Dawniej bywał uznawany za podgatunek Paramesotriton chinensis.

## Występowanie
Gatunek ten zamieszkuje słodkowodne zbiorniki oraz lądy w prowincji Guangdong, włącznie z Hongkongiem. Występuje na wysokości do 940 m n.p.m. Całkowity obszar występowania tego gatunku wynosi zaledwie 10,5 tys. km².

## Morfologia
Osiąga długość ciała ok. 14 cm. Wierzch ciała w odcieniach brązu z nielicznymi żółtymi plamkami. Wzdłuż grzbietu przebiega jaśniejsza pręga. Brzuch jest czarny z niebieskim połyskiem, z czerwonymi lub pomarańczowymi plamami. Skóra grzbietu i boków wyraźnie chropowata. Traszka ta ma głowę szeroką i spłaszczoną. Jej pysk jest zaokrąglony, a tułów krótki i masywny. Ma także gruby ogon, który jest bocznie spłaszczony oraz kończyny drobne i krótkie.

## Tryb życia
Prowadzą nocny tryb życia. Posiadają w ogonie toksynę, która nie jest niebezpieczna dla ludzi, jednak w przypadku zagrożenia mogą udawać martwe.

## Dieta
Gatunek ten jest drapieżnikiem, który wykazuje cechy kanibalizmu (częściej samice niż samce). Dorosłe osobniki jedzą głównie krewetki oraz ślimaki, jednak zdarza się także polowanie na owady oraz narybek. Sporadycznie jedzą także rośliny oraz zrzuconą skórę.

## Rozmnażanie
W czasie sezonu rozrodczego przenoszą się w okolice zbiorników wodnych, a przez pozostały czas występują na lądzie. Ich sezon lęgowy trwa w porze suchej od listopada do lutego. Samica składa jaja w okresie od lutego do marca, a robi to przy krawędzi zbiornika wodnego. Jeden lęg składa się zwykle z 115–120 jaj, a każde jajo ma około 3 mm średnicy. Młode osobniki wylęgają się po 3–6 tygodniach.